# 雙股海百合
雙股海百合（學名：Dimerocrinites），又名雙分海百合，是一屬已滅絕的海百合，其化石主要分布在北美及澳大利亞。牠們的柄為圓柱狀，並具有由許多很小且膨脹的骨板所組成的低矮圓錐杯狀結構。二十支短小的腕形成緊密的冠狀部。雙股海百合生活在溫暖的淺海中，利用柄附著在海底，腕呈扇狀排列以濾取食物。